# A Nemzetközi Űrállomás 51. alaplegénysége
A Nemzetközi Űrállomás 51. alaplegénysége (expedíciója) öttagú alaplegénység, melyet két Szojuz űrhajó, a Szojuz MSZ–03 és a Szojuz MSZ–04 juttatott fel és hozott le a Földre. Az expedíció a Nemzetközi Űrállomás 50. alaplegénységének Szojuz MSZ–02 űrhajóval 2017. április 10-i visszatérésével kezdődött és a Szojuz MSZ–03 űrhajó 2017. június 2-i visszatérésével fejeződött be.

## Személyzet
| Pozíció            | Első szakasz (2017. április)                                                                                             | Második szakasz (2017. áprilistól 2017. júniusig)                                                                        |
| ------------------ | --- | --- |
| parancsnok         | Peggy Whitson, NASA harmadik űrrepülése fellövés: 2016. 11. 18., Szojuz MSZ–03 visszatérés: 2017. 09. 03., Szojuz MSZ–04 | Peggy Whitson, NASA harmadik űrrepülése fellövés: 2016. 11. 18., Szojuz MSZ–03 visszatérés: 2017. 09. 03., Szojuz MSZ–04 |
| fedélzeti mérnök 1 | Oleg Novickij, RKA második űrrepülése fellövés: 2016. 11. 17., Szojuz MSZ–03 visszatérés: 2017. 06. 02., Szojuz MSZ–03   | Oleg Novickij, RKA második űrrepülése fellövés: 2016. 11. 17., Szojuz MSZ–03 visszatérés: 2017. 06. 02., Szojuz MSZ–03   |
| fedélzeti mérnök 2 | Thomas Pesquet, ESA első űrrepülése fellövés: 2016. 11. 17., Szojuz MSZ–03 visszatérés: 2017. 06. 02., Szojuz MSZ–03     | Thomas Pesquet, ESA első űrrepülése fellövés: 2016. 11. 17., Szojuz MSZ–03 visszatérés: 2017. 06. 02., Szojuz MSZ–03     |
| fedélzeti mérnök 3 | | Fjodor Jurcsihin, RKA ötödik űrrepülése fellövés: 2017. 04. 20, Szojuz MSZ–04 visszatérés: 2017. 09. 03., Szojuz MSZ–04  |
| fedélzeti mérnök 4 | | Jack D. Fischer, NASA első űrrepülése fellövés: 2017. 04. 20., Szojuz MSZ–04 visszatérés: 2017. 09. 03., Szojuz MSZ–04   |

ForrásSpacefacts